# Finch (Film)
Finch (Arbeitstitel BIOS) ist ein Science-Fiction-Film von Miguel Sapochnik, der im November 2021 in das Programm von Apple TV+ aufgenommen wurde. Im Film spielt Tom Hanks einen Mann namens Finch, einen der scheinbar letzten überlebenden Menschen auf der Erde, der einen humanoiden Roboter erschafft, der ihm und seinem Hund Gesellschaft leisten soll.

## Handlung
Der Robotik-Ingenieur Finch Weinberg ist einer der wenigen Überlebenden der Menschheit, seit vor zehn Jahren ein katastrophales Ereignis große Teile der Bevölkerung getötet und die Erde größtenteils zu einem unbewohnbaren Ödland gemacht hat. Eine Sonneneruption zerstörte große Teile der Ozonschicht, was Temperaturen von bis zu 65 Grad Celsius und starke ultraviolette Strahlung auf dem Planeten zur Folge hatte. Die überlebende Gesellschaft wandelte sich in Plünderer und Mörder. Finch lebt alleine mit seinem Hund Goodyear in seinem unterirdischen Labor des Unternehmens in St. Louis, für das er einst arbeitete und wo er überlebte, als die Welt unterging. Wenn sich Finch auf die Suche nach Vorräten begibt, zieht er einen selbstgefertigten Schutzanzug über und fährt mit einem schweren Bergbau-Muldenkipper durch die Gegend.
Finch arbeitet daran, einen besonderen Robotergefährten für seinen Hund zu erschaffen, der sich einmal um diesen kümmern soll, wenn er nicht mehr da ist. Dies wird bald geschehen, da Finch durch die Strahlungs- und Staubbelastung gesundheitlich stark abbaut – er hustet Blut und zeigt andere Symptome einer Silikose. Er füttert den humanoiden Roboter namens Jeff mit enzyklopädischem Wissen, das auch ein Handbuch für die Ausbildung und Pflege von Hunden umfasst.
Weil St. Louis von einem schlimmen Extremwetter heimgesucht werden soll, machen sich Finch, Jeff und Goodyear in einem Wohnmobil auf den Weg in Richtung San Francisco, da sie dort die besseren Wetterbedingungen erwarten und Plünderer in den Großstädten an der Ostküste meiden wollen. Wegen des eiligen Aufbruchs konnten aber nur 72 Prozent der geplanten Daten in Jeff hochgeladen werden, weshalb er nur den Verstand ähnlich dem eines Kindes besitzt. Auch wenn Finch auf der Reise immer kränker wird, versucht er dem Roboter noch einige wertvolle Lektionen über das Leben beizubringen und wie man Goodyear beschützt.
Auf dem Weg zum Ziel ist die UV-Strahlung an einem Ort so niedrig, dass Finch und Goodyear ohne Schutz in die Sonne treten können. Zu ihrem Erstaunen finden sie Gräser, Blumen und Schmetterlinge vor. Finch verbringt einen Nachmittag mit Jeff draußen und bringt ihm bei, wie man mit Goodyear Apportieren spielt, bevor er stirbt. Jeff und Goodyear fahren nach San Francisco, finden die Stadt bewohnbar, aber verlassen vor und machen sich auf die Suche nach überlebenden Menschen, die Nachrichten auf der Golden Gate Bridge hinterließen.

## Produktion

### Stab, Besetzung und Synchronisation
Regie führte Miguel Sapochnik. Es handelt sich nach seinem Regiedebüt Repo Men aus dem Jahr 2010 um seinen zweiten Spielfilm. Zwischenzeitlich führte er bei Fernsehserien wie Game of Thrones Regie. Das Drehbuch schrieben Craig Luck und Ivor Powell. Dieses landete 2017 auf der Blacklist der besten unverfilmten Ideen Hollywoods.
Tom Hanks spielt in der Hauptrolle Finch, Caleb Landry Jones den von ihm erschaffenen humanoiden Roboter Jeff. Ein Hund namens Seamus wurde für die Rolle von Goodyear trainiert. Hanks, der im März 2020 während der Dreharbeiten für Baz Luhrmanns Elvis-Presley-Filmografie in Australien an Corona erkrankte, sagte über die Katastrophe im Film: „Ein Sonnensturm ist ja ein eher harmloses Phänomen im Vergleich zu einer schleichenden Seuche, die nach und nach immer mehr Menschen umbringt.“
Der Film war, wie Regisseur Sapochnik erklärte, zunächst ein wenig anders konzipiert, als letztendlich geschnitten. Eigentlich sollte der Film, der ursprünglich im Herbst 2020 in die Kinos kommen sollte, düsterer werden und Hanks eine insgesamt dunklere Seite seiner Figur zeigen. Bedingt durch den Beginn der COVID-19-Pandemie wenige Tage vor der Fertigstellung des Films erschienen die finsteren Visionen der Apokalypse weniger unterhaltsam, als eigentlich gedacht, weshalb sich Sapochnik zu einer Überarbeitung und Paramount zum Verkauf des Projekts an Apple entschloss.
Die deutsche Synchronisation entstand nach einem Dialogbuch und der Dialogregie von Clemens Frohmann. Hanks wird in der Rolle von Finch in der deutschen Fassung von Joachim Tennstedt gesprochen, Tim Sander leiht Jeff seine Stimme.

### Dreharbeiten, Motion Capture und Effekte

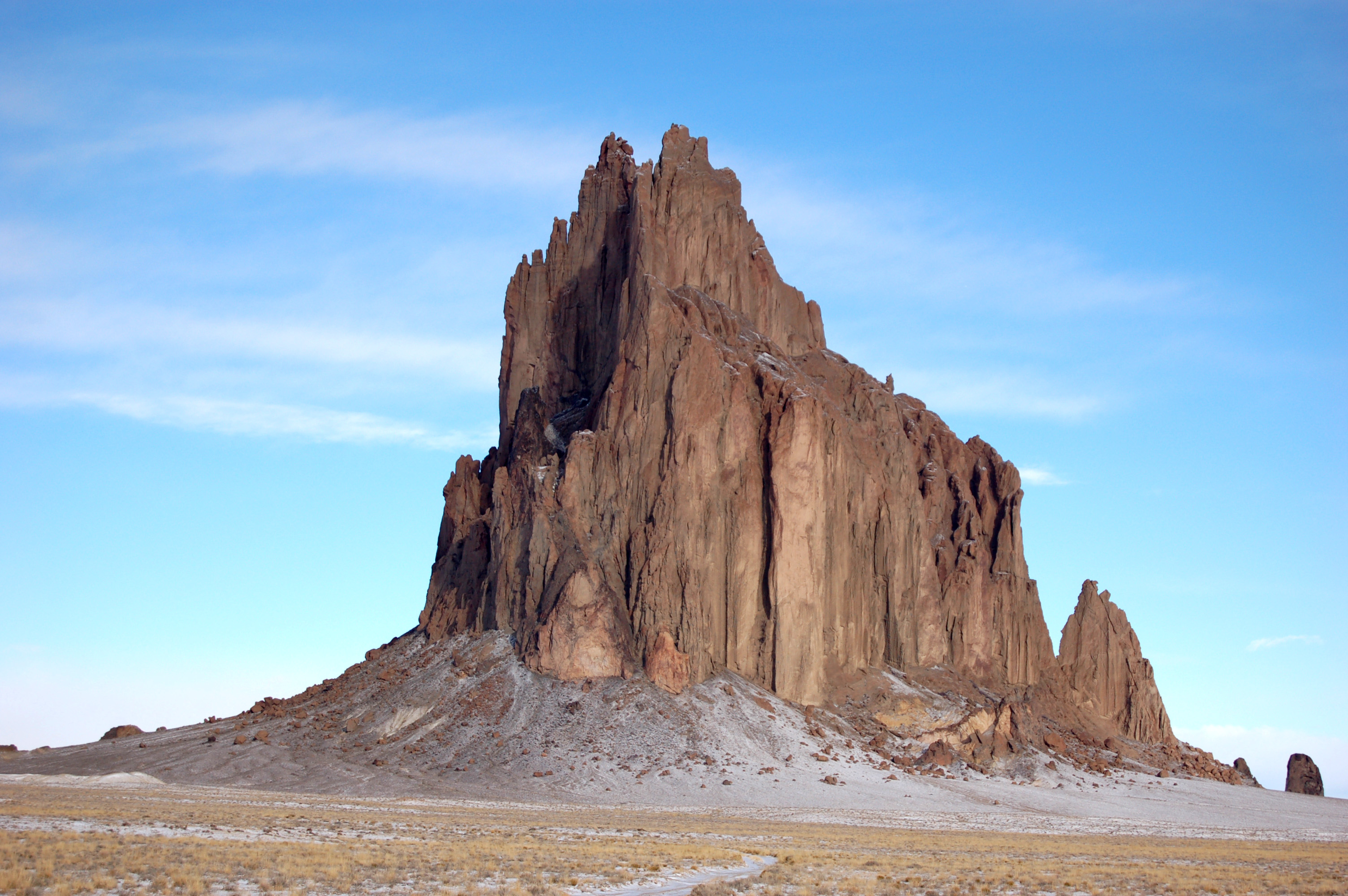
Einer der Drehorte: der Shiprock in New Mexico

Die Dreharbeiten für Finch fanden bereits ein Jahr vor Hanks Corona-Erkrankung, im Frühjahr 2019, an unterschiedlichen Orten in New Mexico statt, wobei die Albuquerque Studios als Basis genutzt wurden. Zu den Drehorten zählen das White Sands National Monument, das für seine weißen Gips-Sanddünen bekannt ist, die Städte Santa Fe, Los Lunas und Socorro. Eine Szene spielt vor dem Shiprock, einer mehr als 483 Meter steil aus der Wüste aufragenden Felsformation und heiligen Stätte der Ureinwohner in San Juan County im Nordwesten New Mexicos. Die Dreharbeiten wurden im Mai 2019 beendet. Als Kameramann fungierte der Belgier Jo Willems.
Am Filmset trug Jones bei seiner Arbeit mit Hanks einen Motion-Capture-Anzug, und die Aufnahmen wurden digital mit CGI nachbearbeitet. Als Motion Capture Supervisor fungierte Stu Whitten, der zuletzt in dieser Funktion für Der König der Löwen, Maleficent: Mächte der Finsternis, Cats, Artemis Fowl und Der einzig wahre Ivan tätig war. Oscar-Preisträger Burt Dalton war für die Spezialeffekte zuständig.

### Filmmusik und Veröffentlichung
Die Filmmusik komponierte der Oscar-Preisträger Gustavo Santaolalla. Das Soundtrack-Album mit 21 Musikstücken wurde am 5. November 2021 von Lakeshore Records als Download veröffentlicht.
Der erste Trailer wurde im September 2021 vorgestellt. Ursprünglich wollte Universal den Film unter dem Titel Bios in die Kinos bringen. Später übernahm Apple TV+ den Vertrieb, wo er seit 5. November 2021 unter dem Titel Finch gezeigt wird. Apple TV+ hatte bereits Greyhound – Schlacht im Atlantik mit Hanks in der Hauptrolle in sein Programm aufgenommen.

## Rezeption

### Altersfreigabe
In den USA wurde der Film von der MPAA als PG-13 eingestuft.

### Kritiken
Finch konnte 73 Prozent der Kritiker bei Rotten Tomatoes überzeugen. Positiv wurde dabei immer wieder hervorgehoben, dass Finch eine „echte Hanks-Rolle“ und eine Paraderolle für den zweifachen Oscar-Preisträger sei, und auch die Motion-Capture-Performance von Caleb Landry Jones sei wunderbar, urkomisch und herzlich. Ebenfalls sei es den Filmemachern gelungen, die Fallstricke unzähliger Hollywood-Filme mit Hunden in einer zentralen Rolle zu umgehen, die auf diese menschenähnliche Eigenschaften zu projizieren versuchten. Stattdessen ermögliche man Goodyear, ein authentischer Welpe zu sein, der sich entsprechend verhält und mit Hundebedürfnissen ausgestattet ist. Negativ kritisiert wurde, dass die Geschichte glanzlos daherkomme und sich weniger wie etwas Neues anfühle, sondern die Drehbuchautoren nur das verwendeten, was man bereits aus Filmen von früher kennt. Immer wieder wurden dabei Filme wie Wall-E, I Am Legend, I, Robot oder The Iron Giant genannt.

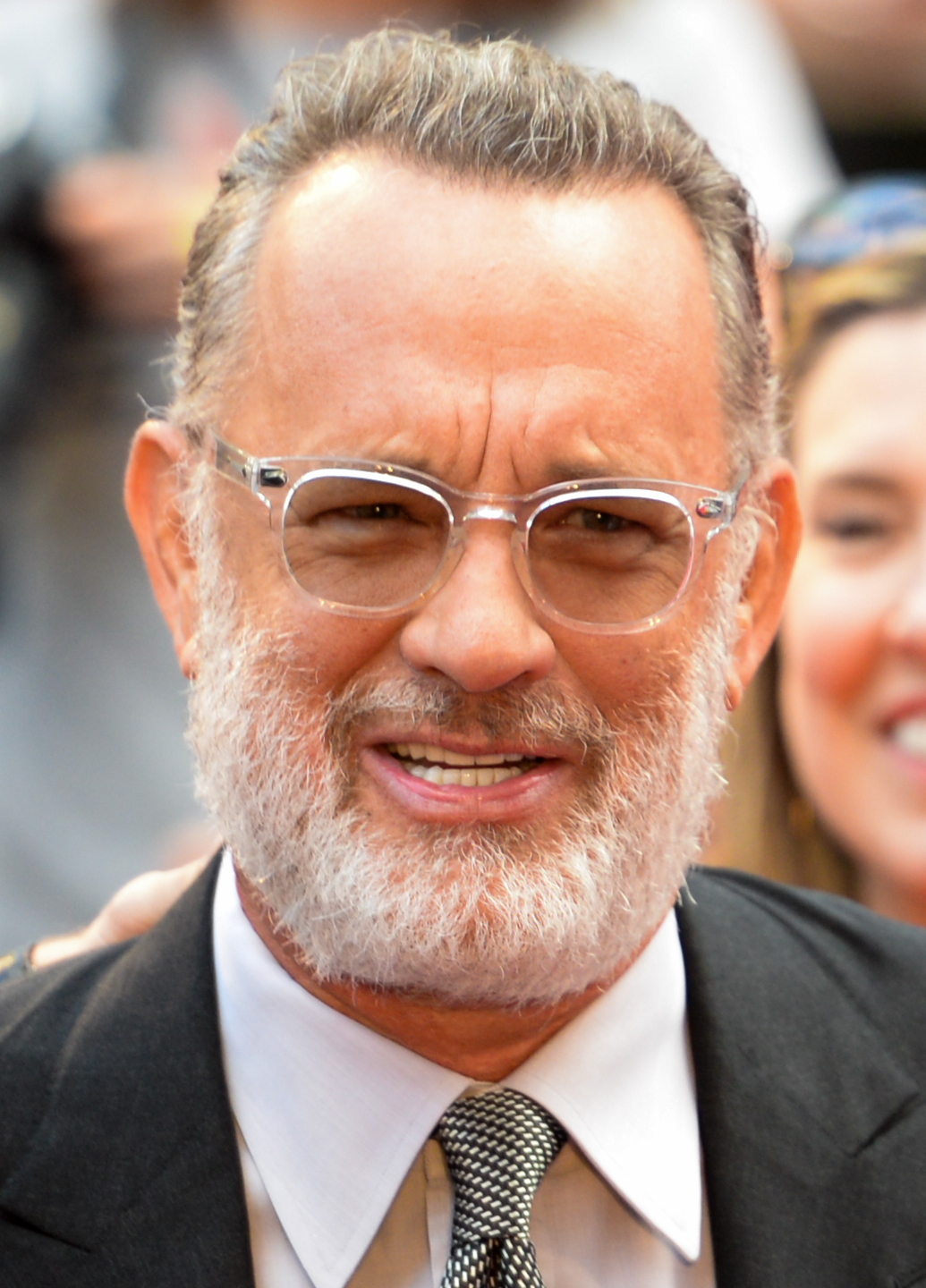
Tom Hanks spielt in der Titelrolle Finch

Nicolas Freund schreibt in der Süddeutschen Zeitung, jemand müsse den Drehbuchautoren Craig Luck und Ivor Powell etwas von „Machine Learning“ erzählt haben, also der dem Lernen ähnlichen Methode, mit denen künstliche Intelligenzen heute für ihre Aufgaben trainiert werden, woraus sie einen Freifahrtschein für Roboterslapstick vor einer Katastrophenkulisse abgeleitet hätten, was eigentlich eine schöne Idee sei, nehme sich das Apokalypse-Genre oft selbst viel zu ernst. Ein stolpernder Roboter trage aber keine zwei Stunden Film, und weil auch der Hund nur lieb gucken darf, müsse Tom Hanks den Rest allein stemmen.
Nina Rehfeld schreibt in der Frankfurter Allgemeinen Zeitung, Tom Hanks habe im Laufe seiner Karriere oft in Rollen geglänzt, in denen er Einzelgänger, Gestrandete oder Einsame spielte, zuletzt als umherreisender Nachrichtenvorleser im Wilden Westen in Neues aus der Welt, davor unter anderen als Sonderling in Forrest Gump. In Finch sei er als jemand zu sehen, der von sich behauptet, er sei kein Teamplayer und er brauche keine Freunde.
Dirk Peitz schreibt in der Zeit, die entgegenlaufenden Entwicklungen dieser beiden einzigen sprechfähigen Figuren Finch und Jeff würden eine simple Symmetrie ergeben: „Das Menschenleben neigt sich zum Tode hin, während die noch nicht fertig programmierte Maschine langsam lebensfähig wird: durch das Beobachten und Imitieren des menschlichen Tuns und Empfindens sowie durch Zuhören und letztlich Verstehen.“ Peitz beschreibt Jeff als einen großen filmischen Referenzenapparat, da in dem Roboter das cineastische Vorleben seiner Spezies steckt, so vor allem C-3PO und WALL-E, aber auch der Terminator. Bis zu dem Moment, in dem sich der Film in ein Road Movie verwandele, der sich in schönster Linearität entlang verschiedener Stationen zwischen Fahren und Stoppen in herrlich wüstenhaften Landschaften und menschenleeren Innenstädten entfaltet, vergehe die Zeit sehr überraschungsfrei. Dies sei auch eine nicht zu unterschätzende Qualität, denn es könne doch sehr angenehm sein, wenn ein Film einen nicht mit überflüssigen Plot-Twists nervt, mit atemberaubenden Actionsequenzen, mit blutdruckstörender Spannung, mit hochnotpeinlichem Overacting oder mit schlecht gebauten Greenscreen-Exzessen. Finch sei vielmehr ein langer Fluss von einem Film, ein in episch menschenleerer Landschaft platziertes Kammerspiel, und das Gute an der Apokalypse sei, dass der Titelheld den Kopf frei für andere Probleme hat, wie Robotererziehung zum Beispiel.
David Ehrlich von IndieWire schreibt, Caleb Landry Jones’ urkomische Performance hebe den von ihm zum Leben erweckten Jeff in das Pantheon der größten Full-Metal-Charaktere des Kinos, neben R2-D2, Gort und Fritz Langs Maschinemensch. Trotz der Slapsticks werde Jeff mit jeder Szene menschlicher, und es sei wirklich berührend, wenn man sieht, dass Goodyear doch bei ihm sicher sein könnte.

### Auszeichnungen
Annie Awards 2023
- Nominierung für die Beste Figurenanimation in einem Live-Action-Film[27]

VES Awards 2022
- Auszeichnung in der Kategorie Animierter Charakter in einem fotorealistischen Spielfilm (Jeff)[28]